# Чемпионат мира по футболу среди молодёжных команд 2001
13-й Кубок мира ФИФА среди молодёжи — проходил с 17 июня по 8 июля 2001 года на стадионах Аргентины, игры проходили в городах: Буэнос-Айрес, Кордова, Мендоса, Росарио, Сальта и Мар-дель-Плата. В турнире приняли участие 24 молодёжные сборные. Победила в 4-й раз в своей истории сборная Аргентины, лучшим игроком турнира был признан форвард сборной Аргентины, Хавьер Савиола.

## Стадионы
| Буэнос-Айрес             | Буэнос-Айрес Кордова Мендоса Сальта Мар-дель-Плата Росарио | Кордова             |
| ------------------------ | ---------------------------------------------------------- | ------------------- |
| Хосе Амальфитани         | Буэнос-Айрес Кордова Мендоса Сальта Мар-дель-Плата Росарио | Шато Каррерас       |
| Вместимость: 49 540      | Буэнос-Айрес Кордова Мендоса Сальта Мар-дель-Плата Росарио | Вместимость: 57 000 |
|                          | Буэнос-Айрес Кордова Мендоса Сальта Мар-дель-Плата Росарио |                     |
| Мендоса                  | Буэнос-Айрес Кордова Мендоса Сальта Мар-дель-Плата Росарио | Росарио             |
| Мальвинас Архентинас     | Буэнос-Айрес Кордова Мендоса Сальта Мар-дель-Плата Росарио | Ньюэллс Олд Бойз    |
| Вместимость: 40 268      | Буэнос-Айрес Кордова Мендоса Сальта Мар-дель-Плата Росарио | Вместимость: 42 000 |
|                          | Буэнос-Айрес Кордова Мендоса Сальта Мар-дель-Плата Росарио |                     |
| Сальта                   | Буэнос-Айрес Кордова Мендоса Сальта Мар-дель-Плата Росарио | Мар-дель-Плата      |
| Падре Эрнесто Мартеарена | Буэнос-Айрес Кордова Мендоса Сальта Мар-дель-Плата Росарио | Хосе Мария Минелья  |
| Вместимость: 20 408      | Буэнос-Айрес Кордова Мендоса Сальта Мар-дель-Плата Росарио | Вместимость: 35 354 |
|                          | Буэнос-Айрес Кордова Мендоса Сальта Мар-дель-Плата Росарио |                     |

## Квалификация
В финальную часть чемпионата мира вышли 23 команды и хозяева турнира сборная Аргентины.
| Конфедерация       | Отборочный турнир                                  | Команды                                             |
| ------------------ | -------------------------------------------------- | --------------------------------------------------- |
| АФК                | Молодёжный чемпионат Азии по футболу 2000          | Китай Иран Ирак Япония                              |
| КАФ                | Молодёжный чемпионат Африки по футболу 2001        | Ангола Египет Эфиопия Гана                          |
| КОНКАКАФ           | Молодёжный чемпионат КОНКАКАФ 2001                 | Канада Коста-Рика Ямайка США                        |
| КОНМЕБОЛ           | Молодёжный чемпионат Южной Америки по футболу 2001 | Бразилия Чили Эквадор Парагвай                      |
| ОФК                | Молодёжный чемпионат Океании по футболу 2001       | Австралия                                           |
| УЕФА               | Евро U-18 2000                                     | Чехия Финляндия Франция Германия Нидерланды Украина |
| Страна-организатор | Страна-организатор                                 | Аргентина                                           |

## Групповой этап
Победители групп и команды, занявшие вторые места, так же как и четыре лучшие команды, занявшие третьи места, проходят в 1/8 финала.

### Группа A
| Команда   | Очки | И | В | Н | П | М    |
| --------- | ---- | - | - | - | - | ---- |
| Аргентина | 9    | 3 | 3 | 0 | 0 | 14—2 |
| Египет    | 4    | 3 | 1 | 1 | 1 | 3—8  |
| Финляндия | 3    | 3 | 1 | 0 | 2 | 2—4  |
| Ямайка    | 1    | 3 | 0 | 1 | 2 | 1—6  |

| Аргентина                                    | 2:0 | Финляндия |
| -------------------------------------------- | --- | --------- |
| Макси Родригес 38′ · Андрес Д'Алессандро 67′ |     |           |

| Египет | 0:0 | Ямайка |
| ------ | --- | ------ |
|        |     |        |

| Ямайка | 0:1 | Финляндия         |
| ------ | --- | ----------------- |
|        |     | Мика Вяюрюнен 87′ |

| Египет               | 1:7 | Аргентина |
| -------------------- | --- | --- |
| Мохамед Эль-Ямани 5′ |     | Хавьер Савиола 7′, 15′, 44′ (пен.) · Фабрисио Колоччини 20′ · Леандро Романьоли 55′ · Макси Родригес 64′ · Хуссейн Амин 67′ (авт.) |

| Аргентина                                                                    | 5:1 | Ямайка             |
| ---------------------------------------------------------------------------- | --- | ------------------ |
| Фабрисио Колоччини 3′ · Хавьер Савиола 7′, 86′ (пен.) · Хосе Эррера 14′, 38′ |     | Фабиан Доукинс 78′ |

| Финляндия          | 1:2 | Египет                                   |
| ------------------ | --- | ---------------------------------------- |
| Даниэль Шёлунд 74′ |     | Гамаль Хамза 10′ (пен.) · Ваэль Риад 62′ |

### Группа B
| Команда  | Очки | И | В | Н | П | М    |
| -------- | ---- | - | - | - | - | ---- |
| Бразилия | 9    | 3 | 3 | 0 | 0 | 10—1 |
| Германия | 6    | 3 | 2 | 0 | 1 | 7—3  |
| Ирак     | 3    | 3 | 1 | 0 | 2 | 5—9  |
| Канада   | 0    | 3 | 0 | 0 | 3 | 0—9  |

| Бразилия       | 2:0 | Германия |
| -------------- | --- | -------- |
| Роберт 9′, 11′ |     |          |

| Ирак                                                        | 3:0 | Канада |
| ----------------------------------------------------------- | --- | ------ |
| Эмад Мохаммед 21′ · Салах Алдин Тахир 31′ · Аммар Хануш 43′ |     |        |

| Канада | 0:4 | Германия                                         |
| ------ | --- | ------------------------------------------------ |
|        |     | Беньямин Ауэр 18′, 67′, 70′ · Кристоф Пройсс 83′ |

| Ирак              | 1:6 | Бразилия                                                            |
| ----------------- | --- | ------------------------------------------------------------------- |
| Эмад Мохаммед 82′ |     | Фернандо 8′ (пен.) · Пинга 13′ · Роберт 27′, 72′ · Адриано 29′, 45′ |

| Бразилия                 | 2:0 | Канада |
| ------------------------ | --- | ------ |
| Адриано 21′ · Роберт 65′ |     |        |

| Германия                                                           | 3:1 | Ирак                        |
| ------------------------------------------------------------------ | --- | --------------------------- |
| Кристоф Пройсс 21′ · Ибрагим Мунаим 60′ (авт.) · Беньямин Ауэр 65′ |     | Дэнис Лапачински 37′ (авт.) |

### Группа C
| Команда | Очки | И | В | Н | П | М   |
| ------- | ---- | - | - | - | - | --- |
| Украина | 5    | 3 | 1 | 2 | 0 | 5—3 |
| США     | 4    | 3 | 1 | 1 | 1 | 5—3 |
| Китай   | 4    | 3 | 1 | 1 | 1 | 1—1 |
| Чили    | 3    | 3 | 1 | 0 | 2 | 4—8 |

| США | 0:1 | Китай      |
| --- | --- | ---------- |
|     |     | Цюй Бо 50′ |

| Чили                                       | 2:4 | Украина                                                             |
| ------------------------------------------ | --- | ------------------------------------------------------------------- |
| Родриго Мильяр 38′ · Себастьян Пардо 90+2′ |     | Алексей Белик 14′, 50′ · Луис Оярсун 36′ (авт.) · Руслан Валеев 78′ |

| Украина | 0:0 | Китай |
| ------- | --- | ----- |
|         |     |       |

| Чили              | 1:4 | США                                                       |
| ----------------- | --- | --------------------------------------------------------- |
| Хайме Вальдес 28′ |     | Дамаркус Бизли 6′, 40′ · Брэд Дэвис 69′ · Эдсон Баддл 75′ |

| США             | 1:1 | Украина         |
| --------------- | --- | --------------- |
| Кенни Арена 39′ |     | Денис Стоян 89′ |

| Китай | 0:1 | Чили              |
| ----- | --- | ----------------- |
|       |     | Марио Берриос 87′ |

### Группа D
| Команда   | Очки | И | В | Н | П | М   |
| --------- | ---- | - | - | - | - | --- |
| Ангола    | 5    | 3 | 1 | 2 | 0 | 3—2 |
| Чехия     | 4    | 3 | 1 | 1 | 1 | 3—3 |
| Австралия | 4    | 3 | 1 | 1 | 1 | 3—4 |
| Япония    | 3    | 3 | 1 | 0 | 2 | 4—4 |

| Ангола | 0:0 | Чехия |
| ------ | --- | ----- |
|        |     |       |

| Япония | 0:2 | Австралия                                    |
| ------ | --- | -------------------------------------------- |
|        |     | Кэндзи Ханэда 59′ (авт.) · Грегори Оуэнс 69′ |

| Австралия | 0:3 | Чехия                                           |
| --------- | --- | ----------------------------------------------- |
|           |     | Петр Мусил 27′ · Томаш Юн 30′ · Михал Мацек 47′ |

| Япония          | 1:2 | Ангола                          |
| --------------- | --- | ------------------------------- |
| Кодзи Ямасэ 61′ |     | Антониу Мендонса 9′ · Раска 81′ |

| Ангола        | 1:1 | Австралия                |
| ------------- | --- | ------------------------ |
| Манторраш 12′ |     | Грегори Оуэнс 82′ (пен.) |

| Чехия | 0:3 | Япония                                                  |
| ----- | --- | ------------------------------------------------------- |
|       |     | Кодзи Морисаки 74′ · Кодзи Ямасэ 80′ · Ютака Тахара 87′ |

### Группа E
| Команда    | Очки | И | В | Н | П | М   |
| ---------- | ---- | - | - | - | - | --- |
| Коста-Рика | 9    | 3 | 3 | 0 | 0 | 7—2 |
| Эквадор    | 4    | 3 | 1 | 1 | 1 | 3—3 |
| Нидерланды | 4    | 3 | 1 | 1 | 1 | 5—6 |
| Эфиопия    | 0    | 3 | 0 | 0 | 3 | 4—8 |

| Эквадор                              | 2:1 | Эфиопия                      |
| ------------------------------------ | --- | ---------------------------- |
| Роберто Минья 25′ · Хорхе Гуагуа 63′ |     | Соломон Андаргачью 4′ (пен.) |

| Нидерланды      | 1:3 | Коста-Рика                                    |
| --------------- | --- | --------------------------------------------- |
| Юссуф Херси 63′ |     | Кристиан Монтеро 38′ · Уинстон Паркс 48′, 54′ |

| Коста-Рика                             | 3:1 | Эфиопия             |
| -------------------------------------- | --- | ------------------- |
| Уинстон Паркс 8′, 49′ · Эрик Скотт 61′ |     | Эбэй Йорданос 90+2′ |

| Нидерланды      | 1:1 | Эквадор          |
| --------------- | --- | ---------------- |
| Юрген Колин 21′ |     | Хорхе Варгас 85′ |

| Эквадор | 0:1 | Коста-Рика          |
| ------- | --- | ------------------- |
|         |     | Карлос Эрнандес 85′ |

| Эфиопия                                            | 2:3 | Нидерланды                                              |
| -------------------------------------------------- | --- | ------------------------------------------------------- |
| Бекеле Зевду 52′ (пен.) · Соломон Андаргачью 90+2′ |     | Санти Колк 22′ · Юссуф Херси 41′ · Клас-Ян Хюнтелар 78′ |

### Группа F
| Команда  | Очки | И | В | Н | П | М   |
| -------- | ---- | - | - | - | - | --- |
| Гана     | 7    | 3 | 2 | 1 | 0 | 3—1 |
| Франция  | 5    | 3 | 1 | 2 | 0 | 7—2 |
| Парагвай | 4    | 3 | 1 | 1 | 1 | 5—4 |
| Иран     | 0    | 3 | 0 | 0 | 3 | 0—8 |

| Гана                                 | 2:1 | Парагвай         |
| ------------------------------------ | --- | ---------------- |
| Майкл Эссьен 58′ · Дерек Боатенг 63′ |     | Томас Гусман 69′ |

| Иран | 0:5 | Франция                                                           |
| ---- | --- | ----------------------------------------------------------------- |
|      |     | Эрве Бюнье 59′ · Филипп Мексес 62′ · Джибриль Сиссе 66′, 87′, 90′ |

| Франция                             | 2:2 | Парагвай                             |
| ----------------------------------- | --- | ------------------------------------ |
| Эрве Бюнье 10′ · Джибриль Сиссе 48′ |     | Вальтер Фретес 53′ · Хосе Девака 72′ |

| Иран | 0:1 | Гана              |
| ---- | --- | ----------------- |
|      |     | Дерек Боатенг 44′ |

| Гана | 0:0 | Франция |
| ---- | --- | ------- |
|      |     |         |

| Парагвай                                | 2:0 | Иран |
| --------------------------------------- | --- | ---- |
| Хулио Гонсалес 72′ · Фелипе Хименес 89′ |     |      |

## Команды, занявшие третьи места
В соответствии с регламентом турнира 4 команды из 6 занявших третьи места в своих группах, проходят в 1/8 финала.
| Группа | Команда    | Очки | И | В | Н | П | М   |
| ------ | ---------- | ---- | - | - | - | - | --- |
| F      | Парагвай   | 4    | 3 | 1 | 1 | 1 | 5—4 |
| C      | Китай      | 4    | 3 | 1 | 1 | 1 | 1—1 |
| E      | Нидерланды | 4    | 3 | 1 | 1 | 1 | 5—6 |
| D      | Австралия  | 4    | 3 | 1 | 1 | 1 | 3—4 |
| A      | Финляндия  | 3    | 3 | 1 | 0 | 2 | 2—4 |
| B      | Ирак       | 3    | 3 | 1 | 0 | 2 | 5—9 |

## Плей-офф
|  | 1/8 финала                | 1/8 финала               |                       |   | Четвертьфиналы | Четвертьфиналы |                       |                       | Полуфиналы | Полуфиналы |  |  | Финал | Финал |
|  | ------------------------- | ------------------------ | --------------------- | - | -------------- | -------------- | --------------------- | --------------------- | ---------- | ---------- |  |  | ----- | ----- |
|  |                           |                          |                       |   |                |                |                       |                       |            |            |  |  |       |       |
|  | 27 июня - Буэнос-Айрес    |                          |                       |   |                |                |                       |                       |            |            |  |  |       |       |
|  |                           |                          |                       |   |                |                |                       |                       |            |            |  |  |       |       |
|  | Аргентина                 | 2                        |                       |   |                |                |                       |                       |            |            |  |  |       |       |
|  | Аргентина                 | 2                        | 1 июля — Буэнос-Айрес |   |                |                |                       |                       |            |            |  |  |       |       |
|  | Китай                     | 1                        |                       |   |                |                |                       |                       |            |            |  |  |       |       |
|  | Китай                     | 1                        | Аргентина             | 3 |                |                |                       |                       |            |            |  |  |       |       |
|  | 27 июня — Кордова         |                          | Аргентина             | 3 |                |                |                       |                       |            |            |  |  |       |       |
|  |                           | Франция                  | 1                     |   |                |                |                       |                       |            |            |  |  |       |       |
|  | Франция                   | Франция                  | 1                     | 3 |                |                |                       |                       |            |            |  |  |       |       |
|  | Франция                   |                          | 4 июля — Буэнос-Айрес | 3 |                |                |                       |                       |            |            |  |  |       |       |
|  | Германия                  | 2                        |                       |   |                |                |                       |                       |            |            |  |  |       |       |
|  | Германия                  | 2                        | Аргентина             | 5 |                |                |                       |                       |            |            |  |  |       |       |
|  | 28 июня — Сальта          |                          | Аргентина             | 5 |                |                |                       |                       |            |            |  |  |       |       |
|  |                           | Парагвай                 | 0                     |   |                |                |                       |                       |            |            |  |  |       |       |
|  | Коста-Рика                | Парагвай                 | 0                     | 1 |                |                |                       |                       |            |            |  |  |       |       |
|  | Коста-Рика                | 1 июля — Мендоса (город) |                       | 1 |                |                |                       |                       |            |            |  |  |       |       |
|  | Чехия                     | 2                        |                       |   |                |                |                       |                       |            |            |  |  |       |       |
|  | Чехия                     | 2                        | Чехия                 | 0 |                |                |                       |                       |            |            |  |  |       |       |
|  | 28 июня — Мендоса (город) |                          | Чехия                 | 0 |                |                |                       |                       |            |            |  |  |       |       |
|  |                           | Парагвай                 | 1                     |   |                |                |                       |                       |            |            |  |  |       |       |
|  | Украина                   | Парагвай                 | 1                     | 1 |                |                |                       |                       |            |            |  |  |       |       |
|  | Украина                   |                          | 8 июля — Буэнос-Айрес | 1 |                |                |                       |                       |            |            |  |  |       |       |
|  | Парагвай                  | 2                        |                       |   |                |                |                       |                       |            |            |  |  |       |       |
|  | Парагвай                  | 2                        | Аргентина             | 3 |                |                |                       |                       |            |            |  |  |       |       |
|  | 28 июня — Росарио         |                          | Аргентина             | 3 |                |                |                       |                       |            |            |  |  |       |       |
|  |                           | Гана                     | 0                     |   |                |                |                       |                       |            |            |  |  |       |       |
|  | Ангола                    | Гана                     | 0                     | 0 |                |                |                       |                       |            |            |  |  |       |       |
|  | Ангола                    | 1 июля — Росарио         |                       | 0 |                |                |                       |                       |            |            |  |  |       |       |
|  | Нидерланды                | 2                        |                       |   |                |                |                       |                       |            |            |  |  |       |       |
|  | Нидерланды                | 2                        | Нидерланды            | 1 |                |                |                       |                       |            |            |  |  |       |       |
|  | 27 июня — Буэнос-Айрес    |                          | Нидерланды            | 1 |                |                |                       |                       |            |            |  |  |       |       |
|  |                           | Египет                   | 2                     |   |                |                |                       |                       |            |            |  |  |       |       |
|  | США                       | Египет                   | 2                     | 0 |                |                |                       |                       |            |            |  |  |       |       |
|  | США                       |                          | 4 июля — Кордова      | 0 |                |                |                       |                       |            |            |  |  |       |       |
|  | Египет                    | 2                        |                       |   |                |                |                       |                       |            |            |  |  |       |       |
|  | Египет                    | 2                        | Египет                | 0 |                |                |                       |                       |            |            |  |  |       |       |
|  | 28 июня — Мар-дель-Плата  |                          | Египет                | 0 |                |                |                       |                       |            |            |  |  |       |       |
|  |                           | Гана                     | 2                     |   | Третье место   | Третье место   |                       |                       |            |            |  |  |       |       |
|  | Гана                      | Гана                     | 2                     | 1 | Третье место   | Третье место   |                       |                       |            |            |  |  |       |       |
|  | Гана                      | 1 июля — Кордова         | 1 июля — Кордова      | 1 |                |                | 8 июля — Буэнос-Айрес | 8 июля — Буэнос-Айрес |            |            |  |  |       |       |
|  | Эквадор                   | 1 июля — Кордова         | 1 июля — Кордова      | 0 |                |                | 8 июля — Буэнос-Айрес | 8 июля — Буэнос-Айрес |            |            |  |  |       |       |
|  | Эквадор                   | Гана                     | 2                     | 0 | Парагвай       | 0              |                       |                       |            |            |  |  |       |       |
|  | 27 июня — Кордова         | Гана                     | 2                     |   | Парагвай       | 0              |                       |                       |            |            |  |  |       |       |
|  |                           | Бразилия                 | 1                     |   | Египет         | 1              |                       |                       |            |            |  |  |       |       |
|  | Бразилия                  | Бразилия                 | 1                     | 4 | Египет         | 1              |                       |                       |            |            |  |  |       |       |
|  | Бразилия                  |                          |                       | 4 |                |                |                       |                       |            |            |  |  |       |       |
|  | Австралия                 | 0                        |                       |   |                |                |                       |                       |            |            |  |  |       |       |
|  | Австралия                 | 0                        |                       |   |                |                |                       |                       |            |            |  |  |       |       |

### 1/8 финала
| США | 0:2 | Египет                                        |
| --- | --- | --------------------------------------------- |
|     |     | Ваэль Риад 76′ (пен.) · Мохамед Эль-Ямани 88′ |

| Аргентина                                  | 2:1 | Китай      |
| ------------------------------------------ | --- | ---------- |
| Макси Родригес 4′ · Алехандро Домингес 79′ |     | Цюй Бо 55′ |

| Франция                                             | 3:2 | Германия                                 |
| --------------------------------------------------- | --- | ---------------------------------------- |
| Джибриль Сиссе 34′ (пен.), 90+3′ · Бернар Менди 41′ |     | Беньямин Ауэр 19′ · Торстен Бурхардт 78′ |

| Бразилия                                        | 4:0 | Австралия |
| ----------------------------------------------- | --- | --------- |
| Адриано 27′, 66′ · Кака 53′ · Эдуардо Коста 74′ |     |           |

| Украина           | 1:2 | Парагвай                               |
| ----------------- | --- | -------------------------------------- |
| Алексей Белик 90′ |     | Педро Бенитес 19′ · Хулио Гонсалес 43′ |

| Ангола | 0:2 | Нидерланды                                 |
| ------ | --- | ------------------------------------------ |
|        |     | Рахамат Мустафа 52′ · Клас-Ян Хюнтелар 86′ |

| Коста-Рика     | 1:2 | Чехия                         |
| -------------- | --- | ----------------------------- |
| Эрик Скотт 24′ |     | Петр Мусил 21′ · Томаш Юн 71′ |

| Гана           | 1:0 | Эквадор |
| -------------- | --- | ------- |
| Джон Менса 13′ |     |         |

### Четвертьфиналы
| Аргентина                            | 3:1 | Франция           |
| ------------------------------------ | --- | ----------------- |
| Хавьер Савиола 5′, 45+1′ (пен.), 83′ |     | Филипп Мексес 44′ |

| Гана                                       | 2:1 | Бразилия    |
| ------------------------------------------ | --- | ----------- |
| Ибрагим Абдул Разак 80′ · Джон Менса 90+3′ |     | Адриано 44′ |

| Чехия | 0:1 | Парагвай              |
| ----- | --- | --------------------- |
|       |     | Сантьяго Сальседо 31′ |

| Нидерланды               | 1:2 | Египет                                   |
| ------------------------ | --- | ---------------------------------------- |
| Рафаэль Ван дер Варт 33′ |     | Хуссейн Амин 47′ · Мохамед Эль-Ямани 65′ |

### Полуфиналы
| Египет | 0:2 | Гана                                            |
| ------ | --- | ----------------------------------------------- |
|        |     | Абасс Инуса 83′ · Мохамед Эль-Атрави 88′ (авт.) |

| Аргентина                                                                                   | 5:0 | Парагвай |
| ------------------------------------------------------------------------------------------- | --- | -------- |
| Хавьер Савиола 18′, 24′ · Леандро Романьоли 41′ · Андрес Д'Алессандро 52′ · Хосе Эррера 70′ |     |          |

### Матч за 3-е место
| Парагвай | 0:1 | Египет                |
| -------- | --- | --------------------- |
|          |     | Мохамед Эль-Ямани 64′ |

### Финал
| Аргентина                                                  | 3:0 | Гана |
| ---------------------------------------------------------- | --- | ---- |
| Диего Колотто 6′ · Хавьер Савиола 14′ · Макси Родригес 74′ |     |      |

## Лучшие бомбардиры
| Игрок             | Команда    | Мячи |
| ----------------- | ---------- | ---- |
| Хавьер Савиола    | Аргентина  | 11   |
| Адриано           | Бразилия   | 6    |
| Джибриль Сиссе    | Франция    | 6    |
| Роберт            | Бразилия   | 5    |
| Беньямин Ауэр     | Германия   | 5    |
| Макси Родригес    | Аргентина  | 4    |
| Уинстон Паркс     | Коста-Рика | 4    |
| Мохамед Эль-Ямани | Египет     | 4    |
| Эстебан Эррера    | Аргентина  | 3    |
| Алексей Белик     | Украина    | 3    |

## Призёры
| Чемпион                   |
| ------------------------- |
| Аргентина Четвёртый титул |

| 2-е место | 3-е место | 4-е место |
| --------- | --------- | --------- |
| Гана      | Египет    | Парагвай  |